# 장산초등학교 (전남)
장산초등학교는 대한민국 전라남도 신안군에 있는 초등학교다.

## 학교 연혁
- 1932년 2월 29일 장산공립보통학교 설립 인가
- 1932년 5월 6일 장산공립보통학교 개교
- 1938년 4월 1일 장산공립심상소학교 개칭
- 1941년 4월 1일 장산공립국민학교 개칭
- 1945년 5월 17일 장산공립국민학교 백야분교 개교
- 일자미상 장산국민학교 개칭
- 1957년 6월 20일 장산국민학교 막금분교 설립 인가
- 1958년 3월 5일 막금분교장 개교
- 1963년 1월 1일 가사도국민학교 마진분교장, 저도분교장, 율도분교장 편입
- 1963년 9월 1일 마진분교장, 저도분교장, 율도분교장 장산동국민학교 이관
- 1965년 12월 1일 백야분교장 장산동국민학교 이관
- 1981년 3월 1일 병설유치원 인가 개원
- 1993년 3월 1일 장산동국민학교 백야분교장 폐교 및 본교 통폐합
- 1996년 3월 1일 장산초등학교 개칭, 장산동초등학교 율도분교장 폐교 및 본교 통폐합
- 1998년 3월 1일 장산동초등학교 분교장 격하 편입, 마진분교장 편입
- 1998년 3월 1일 막금분교장 폐교 및 본교 통폐합
- 2007년 3월 1일 마진분교장 폐교 및 본교 통폐합
- 2008년 3월 1일 장산동분교장 폐교 및 본교 통폐합
- 2012년 2월 17일 제77회 졸업(총 5193명)
- 2012년 3월 1일 제32대 김종민 교장선생님 부임
- 2013년 2월 15일 제78회 졸업(총 5201명)
- 2014년 2월 14일 제79회 졸업(총 5206명)
- 2014년 3월 1일 제33대 김종한 교장선생님 부임
- 2015년 2월 13일 제80회 졸업(총 5211명)
- 2015년 3월 1일 제34대 이명숙 교장선생님 부임